# Maryla Rodowicz

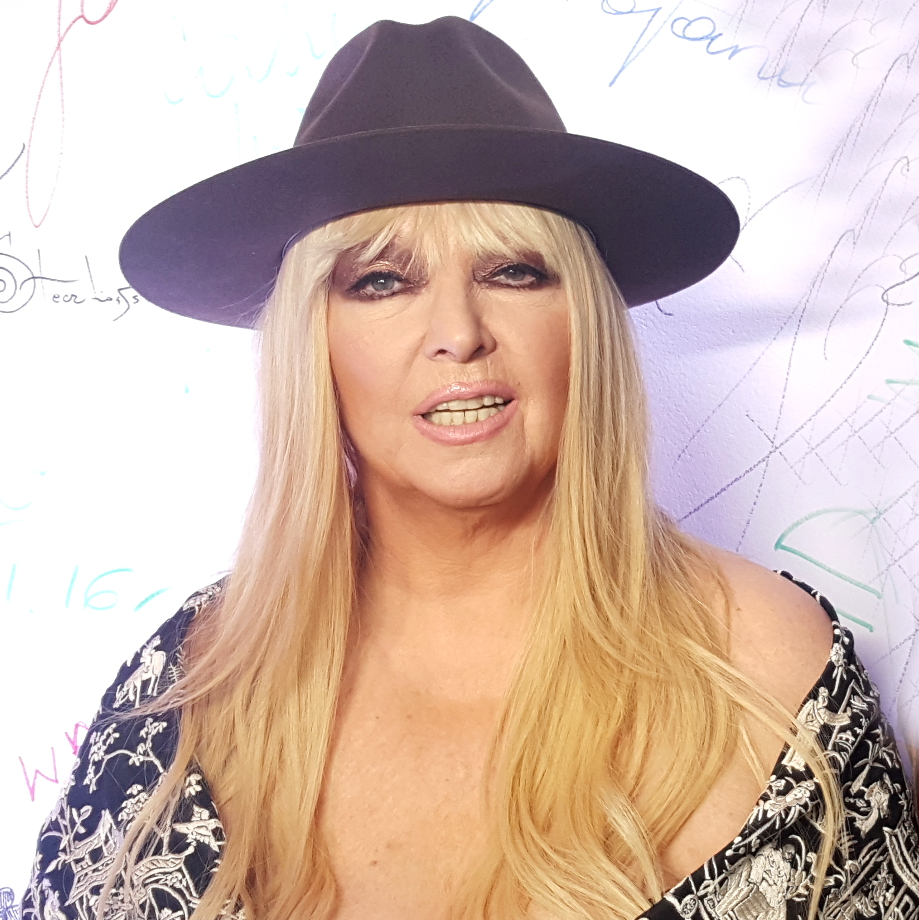
Maryla Rodowicz

Maria Antonina Rodowicz (sinh ngày 8 tháng 12 năm 1945), nghệ danh Maryla Rodowicz, là một ca sĩ, nghệ sĩ guitar và diễn viên người Ba Lan.

## Sự nghiệp
Rodowicz tốt nghiệp Học viện Giáo dục Thể chất ở Warsaw và giành huy chương tại Giải vô địch Trẻ Ba Lan. Tuy nhiên, bà quyết định thử sức với sân khấu ca nhạc chuyên nghiệp, và khi bắt đầu đạt được những thành công lớn đầu tiên, bà đã từ bỏ sự nghiệp thể thao và tập trung vào sự nghiệp nghệ thuật kể từ năm 1962. Album phòng thu đầu tay "Żyj My świat" được phát hành vào năm 1970. Kể từ đó, bà thu âm hơn 20 album phòng thu bằng tiếng Ba Lan, và một CD với các tiết mục bằng tiếng Anh, tiếng Séc, tiếng Đức, và tiếng Nga. Bà được công nhận với 5 đĩa bạch kim và 3 album vàng.
Năm 1968, Rodowicz tham gia làm diễn viên trong bộ phim truyền hình Kulig. Mười năm sau, bà đóng vai chính trong một bộ phim ca nhạc truyền hình khác có tên Dziewczynka z zapałkami.
Bà được trao tặng Thập giá Hiệp sĩ và Thập giá Chỉ huy Huân chương Polonia Restituta, Huy chương Vàng Văn hóa - Gloria Artis.